# Hwasong (město)
Hwasong je město v Jižní Koreji. Nachází se v severozápadní části území při pobřeží Žlutého moře, v provincii Kjonggi. Na území o rozloze 688 km² zde žije přibližně 540 000 obyvatel (údaj z roku 2011). Město má největší rozlohu zemědělské půdy v provincii.

## Zajímavosti
Mezi lety 1986 až 1991 řádil ve městě Hwasong první sériový vrah ve státě. Podle všeho měl na svědomí 10 vražd. Policejním orgánům a vyšetřovatelům se vraha nikdy nepodařilo chytit. Případ vzbudil v Jižní Koreji vlnu obav a byl námětem pro film Vzpomínky na vraha z roku 2003.

## Partnerská města
- Burnaby, Kanada
- Phu Tho, Vietnam

- Wej-chaj, Čínská lidová republika

## Rodiště
- Pom-kun Cchao, bývalý profesionální fotbalista